# Halucinacija
Halucinacija je najčešće vizualni ili auditivni osjetilni događaj koji nastaje bez odgovarajuće objektivne čulne stimulacije. Javlja se u određenim posebnim situacijama i u posebnim stanjima organizma kao što su: prevelika emotivna napetost, umor, nesanica, stanje intoksikacije. Najčešće su vizualne i akustične halucinacije, a mogu se javiti i u ostalim čulnim stanjima. Najčešće su poznate halucinacije pod utjecajem droga, ali i u vjerskim obredima ili religioznim zanosima. Zbog svoje specifičnosti razlikuju se od iluzije. 